# Кульивъя
Кульивъя (устар. Кульив-Я) — река в России, протекает по территории Берёзовского района Ханты-Мансийского автономного округа. Устье реки находится в 17 км по левому берегу Няйса. Длина реки — 20 км. В 7 км от устья впадает левый приток Пупытсос.

## Данные водного реестра
По данным государственного водного реестра России относится к Нижнеобскому бассейновому округу, водохозяйственный участок реки — Северная Сосьва, речной подбассейн реки — Северная Сосьва. Речной бассейн реки — (Нижняя) Обь от впадения Иртыша.